# 核裁军

和平符号（☮）是1958年杰劳德·霍尔通设计的核裁军运动的标志。

核裁军是减少或消除核武器的行为，也可能是一个完全消除核武器的无核世界的最终形态。无核化一词也用来描述进行完全核裁军的过程。